# Rytmdoktorn
Rytmdoktorn var ett radioprogram i Sveriges Radio P3 som sändes mellan åren 1983/1984 och 1989. Programledare var Thomas Gylling, som en fortsättning på det Radio Västindien han då programlett sedan 1981. I programmet spelades det senaste inom reggae, ska, calypso, soca, salsa, merengue, zouk, cumbia, texmex, soul, hiphop, raï, kwela, indisk filmmusik och i stort sett allt som gick att hitta från Tredje världens popscener.